# Гарденины
Гарденины — русский дворянский род, восходящий к концу XVII — началу XVIII века.

## История рода
Дворянский род этой фамилии ведёт свою историю от Потапа Гарденина, жившего в конце XVII и начале XVIII в., и его сыновей Ивана и Якова Гардениных. Род был записан в I часть родословной книги Воронежской губернии.

## Поколенная роспись Гардениных

### I колено
1/- Потап Никитич (1689—1746)

### II колено
- 2/1 Яков Потапович (?—03.01.1797)
- 3/1 Иван Потапович (ок. 1718 — 06.01.1794) — воронежский купец и суконной фабрикики содержатель, с. Бондари

### III колено
- 4/2 Николай Яковлевич (ок 1759 — 22.12.1799)
Жена — Мария Ивановна Голикова (ок. 1764 — 1839)[2]
Дочь — Анна Николаевна, жена харьковского губернатора В. Г. Муратова.
- 5/3 Елизавета Ивановна (ок. 1762 — 1839)
Муж — Илья Николаевич Дебольцов (1747 — 1827), статский советник[3]
- 6/3 Онуфрий Иванович (1765 — 1832, Воронеж, Всесвятск. кл-ще) — купец 2-й гильдии, владелец суконной мануфактуры, после 1815 был перечислен в мещане[4].
- 7/3 Яков Иванович Гарденин (1770—1838)

### ? колено
- Николай Николаевич. Жена Варвара Сергеевна. Их дочь — Вера Николаевна Гарденина. Скончался в Самарской тюрьме в январе 1920 г. от сыпного тифа.

## Гарденины (купцы)

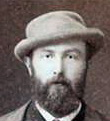
Сергей Николаевич Гарденин

- Потап Гарденин — воронежский купец первой гильдии, владелец суконной мануфактуры. С 1744 по 1746 годы состоял в должности главы воронежского губернского магистрата[5]. В 1735 году построил в центре Воронежа каменный жилой дом для своей семьи. Дом сохранился и сегодня (Фабричный переулок, 12) и представляет собой образец типичного русского провинциального купеческого дома XVIII столетия[6]. Через несколько лет П. Гарденин построил ещё два здания: суконную фабрику (угол современных улиц Степана Разина и Большой Манежной; в настоящее время — корпус краеведческого музея с экспозицией «Отечественная война»[7]) и Тихвино-Онуфриевскую церковь (Фабричный переулок). В конце XVIII в. купцы Гарденины разорились, и внук П. Гарденина, Николай Яковлевич, продал фабрику городским властям, а дом продал в 1820 году городу (долгое время в этом здании располагались различные учреждения: больница, воспитательный дом, богадельня, дом инвалидов). Постройки Потапа Гарденина в специальной научной литературе именуются «Гарденинским историко-архитектурным комплексом XVIII в.»[7]. Все эти постройки состоят на государственной охране как образец застройки района в Воронеже до 1774 года[8].
- Сергей Николаевич (ум. 1926) — член правлений: Общества Боринского свеклосахарного завода, Грибановского свекло-сахарного завода[9]. Имел двух сыновей: старший — Михаил Сергеевич (1892 г. рожд.); младший — Николай Сергеевич Гарденины (1895 г. рожд.), у которого была дочь — Марина Николаевна Гарденина (р. 1929, ум. 17.11.2013), переводчица, поэт. В 1864 году в селе Боринское (Липецкий район) на месте бывшего железоделательного завода Гарденины построили сахарный завод, последними его владельцами были братья Сергей Николаевич и Николай Николаевич Гарденины. На заводе работало 367 человек. При селе находилось и их имение, площадью более 2700 десятин (со свекловичными посевами, конским заводом, образцовым скотоводством, фруктовым садом, лесным хозяйством и лесоразведением, свеклосахарным заводом, водяной мельницей и разработкой торфа машинным способом для отопления сахарного завода). В 1915 году братья Гарденины продали сахарный завод акционерному обществу Коротова и Цветкова[10].